# SAMPA
음성 평가 방법 음성 음소문자(Speech Assessment Methods Phonetic Alphabet, SAMPA)는 국제 음성 기호(IPA)를 기반으로 하는 7비트 인쇄 가능 아스키 문자를 사용하는 컴퓨터로 읽을 수 있는 음성 문자이다.

## 같이 보기
- X-SAMPA
- 음소문자(alphabet)